# Фамирид
Тамирид или Фамирид (др.-греч. Θάμυρις) — мифический поэт Древней Греции. В древнегреческой мифологии один из основателей музыки и поэзии в Древней Греции, сын Филаммона и нимфы Аргиопы (по более редкой версии — Актеона и Эрато).
Царствовал у горы Афон. Изобрёл дорическую гармонию. Был влюблён в Гиакинфа. Считается первым из людей мужчиной, полюбившим человека своего пола, т. е. другого мужчину.
По свидетельству Павсания, он очень часто одерживал победы в пении на Пифийских играх, так что, возгордившись, вызвал муз на состязание; музы лишили его зрения. Его дерзость вошла в поговорку (Θάμυρις μαίνεται, то есть безумствует, как Фамирид). Это произошло в городе Дорий. Бросил (эпибаллейн) при ослеплении лиру в реку Балира в Мессении.
Согласно поэме Продика «Миниада», Фамирид получил возмездие в Аиде. На картине Полигнота в Дельфах он изображен в Аиде — слепой, со сломанной лирой. По некоторым данным, этот персонаж стал созвездием Коленопреклонённого. После смерти его душа выбрала жизнь соловья. Его статуя была установлена на Геликоне.
Изображения Фамирида с разбитой лирой или умоляющего муз о помиловании были нередки в античной живописи. О содержании произведений Фамирида древние источники приводят разные сведения: Плутарх считал его автором «Титаномахии», Климент Александрийский приписывал ему изобретение дорийской гармонии, византийский грамматик Иоанн Цец считал Тамирида автором космогонической поэмы в 3000 или 5500 стихов.
Действующее лицо трагедии Софокла «Фамир» (фр. 237—245 Радт) и трагедии Анненского «Фамира-кифаред».

## Источник
- Малеин А. И. Тамирид // Энциклопедический словарь Брокгауза и Ефрона : в 86 т. (82 т. и 4 доп.). — СПб., 1890—1907.